# Јованка Орлеанка (опера)
За чланак о историјској личности погледајте Јованка Орлеанка.
Јованка Орлеанка (Giovanna d'Arco), опера, dramma lirico у три чина са прологом Ђузепеа Вердија

## Либрето
Темистокле Солера (Temistocle Solera) према драми Девица из Орлеана (Die Jungfrau von Orleans) Фридриха фон Шилера (Friedrich von Schiller).

## Праизведба
15. фебруар 1845, Милано у Teatro alla Scala.

## Ликови и улоге
Шарл  (Charles VII/Carlo VII), француски краљ - тенор

Јакоб (Jakob/Giacomo), пастир из Дом-Ремија - баритон

Јованка (Жан) (Jeanne/Giovanna), његова ћерка - сопран

Дели (Delil), краљев официр - тенор

Талбот (Talbot), наредник енглеских снага - бас
краљеви официри, народ Ремса, француски и енглески војници, добри и зли духови, племство, хералди, пажеви, девојке, представници, сељани, витезови, даме (хор)

## Место и време
Дом-Реми (Dom-Rémy) и Ремс (Reims) у XV веку, током Стогодишњег Рата.

### Пролог
- Сцена

Велика дворана у замку Дом-Реми. Краљ Шарл говори сељанима и официрима о сну у којем је видео светилиште и у којем му је речено да у њему посвети свој мач и шлем Девици Марији. Сељани сматрају да је то место поседнуто злим духовима.
- Сцена

Шума. Јованка се моли пред ликом Богородице. Види себе како је растрзана између земаљских и небеских сила љубави и верује да чује позив да ослободи Француску. Она охрабрује краља и исказује одлучност да га прати. Њен отац, који је чуо тај разговор, је се одриче.

### чин
- Сцена

Енглески логор у околини Ремса. Енглески војници су чули за Јованкин небески позив и боје се предстојеће битке. Њен отац жели да се освети Шарлу, за којег сматра да му је завео ћерку и спреман је да је преда енглеској војсци.
- Сцена

Башта у краљевској палати у Ремсу. након победе над Енглезима, Јованка жели да оде кући и врати се једноставном животу. Шарл јој изјављује љубав и тражи од ње да га крунише. Јованка је у страху да ће земаљска љубав бити јача од небеске.
Трг пред катедралом у Ремсу. Док народ слави Јованку, њен отац је оптужује за вештичарење, а Шарла за богохуље. Мислећи да је заиста крива, Јованка се не брани. Народ тражи да буде протерана и Јакоб је изручује Енглезима.
Енглеска утврда, недалеко од попришта битке. Јованка, у затвору, моли се да буде ослобођена и да јој Небеске силе опросте, да би поново могла водити француску војску. Јакоб схвата да му је ћерка невина и ослобађа је. Јованка извојује победу и спаси Шарла, али сама је смртно рањена. Сви жале за Јованком, која се предаје Девици Марији како је то учинила и у шуми код Дом-Ремија.

## Познате музичке нумере
- (Под једним храстом) - краљева каватина из I чина
- (Увек у зору) - Јованкина каватина из I чина
- (Шумо дивна, чуј) - Јованкина романса из II чина